# Hertzsprung-Russell-diagrammet

Et Hertzsprung-Russell-diagram (ofte forkortet til HR-diagram eller HRD) er et koordinatsystem,
hvori alle stjerner kan indplaceres på grundlag af to af deres egenskaber, der kan observeres fra Jorden:
Deres lysstyrke (omregnet til visuel absolut lysstyrke på basis af deres afstand – det samme som visuel absolut størrelsesklasse) og spektralklasse.

## Oversigt
Spektralklassen er indirekte et "mål" for, hvor varm en stjerne er, og absolut visuel størrelsesklasse er et mål for stjernens virkelige visuelle lysstyrke. I stedet for spektralklasse vises af og til farve på abscisseaksen.
Til professionelt brug angiver Hertzsprung-Russell diagrammet fx stjernens effektive temperatur på x-aksen og visuel eller bolometrisk lysstyrke (luminositet) på y-aksen. Diagrammet til højre viser en variant, hvor x-aksen er B-V, dvs. forskellen mellem Blå og Visuel lysstyrke. Mange andre varianter anvendes.
Hertzsprung-Russell diagrammet kan bruges til at bestemme en stjernes fysiske karakteristika, hvis man kender dens spektrum, afstand og dens absolutte lysstyrke (luminositet).

## Hertzsprung-Russell diagrammets oprindelse
To astronomer arbejdede uafhængigt af hinanden på at bestemme dette forhold, danskeren Ejnar Hertzsprung fra 1905, og amerikaneren Henry Norris Russell fra omkring 1909-1910. Hertzsprung udgav sine resultater i tabelform, hvorimod Russell
indtegnede stjernerne i et koordinatsystem, som har spektralklasser (som indikerer stjernens farve og dermed dens effektive overfladetemperatur – de blå er de varmeste og de røde de køligste) hen ad abscisse-aksen ("x-aksen" eller den vandrette akse), og visuelle størrelsesklasser (lysstyrken – hvor klart stjernerne lyser) op ad ordinataksen ("y-aksen" eller den lodrette akse).
Efterfølgende blev Hertzsprungs og Russells forskningsresultater indarbejdet i et fælles diagram, som i 1933, på forslag af den danske astronom Bengt Strömgren, blev kaldt Hertzsprung-Russell diagrammet.

## Hertzsprung-Russell diagrammets indhold
Når man indsætter en prik for hver af et stort antal forskellige stjerner, samler prikkerne sig i et bånd, samt i distinkte grupper eller "klumper", bestemte steder i diagrammet.
En af de mest markante af disse grupperinger er båndet med hovedserien (engelsk: "Main Sequence") på illustrationen til højre); en stribe, som strækker sig fra de store, blå og varme stjerner øverst til venstre i diagrammet, til de små, røde og kølige stjerner i dets nederste højre hjørne. Mindst 98% af alle stjerner er hovedseriestjerner.
De forskellige stjernetyper i Hertzsprung-Russell-diagrammet findes under Spektralklasse.

### Stjerners livsløb
Alle stjerner starter deres liv som sammenklumpninger i interstellare gas- og støvskyer, og udvikler sig derefter fra protostjerner, de såkaldte T-Tauristjerner (lav masse), Herbig-Haro-objekter (2-10 solmasser), P Cygnistjerner og FU Orionisstjerner. Derefter indleder stjernerne deres liv som "rigtige", selvlysende stjerner.
De stjerner, som har masser fra 0,08 til ca. 60 solmasser, indtræder efter afslutningen af protostjerne-fasen på et punkt på hovedserien, som betegnes ZAMS (Zero Age Main Sequence), hvor de udvikler sig forholdsvis lidt med alderen, idet dog lysstyrke og radius ændres. Den præcise startposition på hovedserien er bestemt af stjernens masse.
Hovedseriestjerner (eller med et mindre heldigt – historisk betinget – udtryk, som stammer fra Hertzsprungs og Russells tidlige samarbejde: Dværgstjerner.)
Sent i den del af deres livsløb, som ligger på hovedserien, gennemgår stjernerne flere faser, hvor bl.a. brintfusionen i stjernens kerne ophører, og dermed ændres stjernens placering i Hertzsprung-Russell-diagrammet radikalt. Umiddelbart i forbindelse med ophør af brintfusionen i kernen, optræder det såkaldte Heliumglimt (Helium flash), hvor en kugleskal af helium omkring kernen pludselig begynder at fusionere til tungere grundstoffer. Herved øges trykket – og dermed temperaturen – indenfor kugleskallen, og dette medfører, at brintfusionen genoptages. Stjernerne gennemgår nu en – astronomisk set – kort periode, hvor deres energiproduktion skiftesvis stammer fra fusion i kernen og fusion i kugleskallen af Helium. Stjernerne befinder sig nu på Heliumhovedserien, i begyndelsen af horisontalgrenen i HR diagrammet.
Når denne periode med faseskift er afsluttet, følger en ny (astronomisk set) meget kort periode, hvor stjernen træder ind i den såkaldte diffus rød kæmpestjerne-fase på den såkaldte "asymptotiske kæmpegren", på engelsk: AGB giant star (AGB: Asymptotic Giant Branch) i HR diagrammet. Stjernen svulmer op, dens stof fortyndes og afkøles derved, og den bliver derfor rød. Stoffet i en diffus rød kæmpestjerne er i de ydre lag så fortyndet, at det kan måle sig med det bedste vakuum, vi er i stand til at skabe i laboratoriet.
Navnet den "asymptotiske kæmpegren" har denne type stjerner fået, fordi de på Hertzsprung-Russell-diagrammet er placeret i en bred stribe, som forløber asymptotisk til det vandrette bånd af ægte røde kæmpestjerner.
Når den korte periode som diffus rød kæmpestjerne er afsluttet, følger nye – astronomisk set – meget korte faser, hvor udviklingen er stærkt afhængig af stjernens oprindelige masse.
Ud over hovedserien indeholder Hertzsprung-Russell-diagrammet et andet og tyndere besat bånd, den såkaldte ustabilitets-stribe (engelsk: "Instability strip") af variable stjerner. Denne stribe er sammensat af mindre grupperinger, så som de variable stjerner af typerne Delta Cephei, W Virginis og RR Lyrae.
Desuden indeholder Hertzsprung-Russell-diagrammet en klart afgrænset gruppe, bestående af stjerner af typen Mira-variabel, også kaldet LPV (engelsk: Long Period Variable), som er stjerner af typen ægte rød kæmpestjerne i spektralklasse MIII. De varierer betydeligt i lysstyrke. Gruppen er opkaldt efter stjernen Mira.
Hvor stor en sådan kæmpestjerne kan blive, er i det væsentlige afhængigt af, hvor stor masse, den indeholder. Den største kendte, ægte kæmpestjerne har en radius på ca. 1,43 milliarder kilometer, så stor, at den i vort solsystem ville nå næsten ud til Saturns bane.

### Stjerner som starter med masser på mere end 8-9 gange Solens
Stjerner som starter med masser på mere end 8-9 gange Solens og derover (en mere præcis nedre grænse kan ikke angives, idet den afhænger af bl.a. stjernens sammensætning af grundstoffer på dannelsestidspunktet), har en kerne af tunge grundstoffer, som efterhånden bliver fusioneret til jern. På et tidspunkt består den inderste kerne næsten udelukkende af jern. Jernkernen i selv den mest massive stjerne har en radius, der er mindre end Jordens.
Når grundstoffer, som er lettere end jern fusionerer, frigøres i hvert trin energi (tænk på en brintbombe). Energien frigøres, fordi det nydannede, tungere grundstof har en masse, som er mindre end summen af de grundstoffer, som fusionerede. Denne proces betegnes exoterm – hvilket betyder, at den afgiver energi. Frigørelse af energi medfører et strålingstryk, som presser stjernens masse udad og derved modvirker den gravitation, som skabes af stjernens masse, og som "forsøger" at presse dens stof sammen til et punkt.
Når grundstoffer, som er tungere end jern fissionerer, frigøres energi (tænk på et atomkraftværk eller den oprindelige type atombombe med uran eller plutonium som "brændstof"). Energien frigøres fordi de nydannede, lettere grundstoffer har en samlet masse, som er mindre end summen af det grundstof, som fissionerede.
Jern er i denne forbindelse meget specielt, idet det har den største atombindingsenergi pr. nukleon af alle grundstoffer.
Dette medfører, at fusion af 5626Fe til tungere grundstoffer er en endoterm proces, således at ikke blot frigives ingen energi til at opretholde strålingstrykket, men processen forbruger tværtimod energi.
Samtidig sker der en fotodisintegration af 5626Fe til 13 stk. 42Heliumatomer + 4 løse neutroner og derefter igen af hver 42Heliumkerne til frie protoner + neutroner (2 af hver pr. heliumkerne).
Dette er en extremt endoterm proces – det var jo netop den modsatte proces, fusion, som skabte al den energi, som holdt stjernen udspilet og udsendte den elektromagnetiske stråling + stjernevind + neutrinoer.
Derfor falder strålingstrykket i kernen drastisk og gravitationens træk i den omgivende masse medfører, at gravitationen bliver stærkere en strålingstrykket, dvs. at der er større sammentrækning end indre modtryk, og dette får stjernens kerne til at implodere – bryde sammen – i løbet af ca. 1/4 sekund.
Dette igangsætter en kædeproces, som på få sekunder får stjernen til at detonere som en supernova af en af typerne Ib, Ic eller II (undertyper: IIb, IIL, IIP eller IIn). Tilbage af den engang så store stjerne bliver en supernovarest – en voksende og efterhånden gigantisk gassky, som efterhånden blandes med det interstellare gas og støv, som indgår i dannelsen af nye stjerner. Til rest bliver også – afhængig af stjernens masse på detonationstidspunktet – enten en neutronstjerne eller et sort hul.

### Stjerner som starter med masser fra ca. 0,8 til 8-9 gange Solens
Stjerner med masser fra ca. 0,8 til 8-9 gange Solens (en mere præcis øvre grænse kan ikke angives, idet den afhænger af bl.a. stjernens sammensætning af grundstoffer på dannelsestidspunktet), gennemgår efter den asymptotiske kæmpestjernefase en helt anderledes udvikling.
I slutningen af sin tid som diffus, rød kæmpestjerne udstøder stjernen gentagne gange lag af sin atmosfære . Disse lag af udstødt atmosfære danner en såkaldt planetarisk tåge (på engelsk: Planetary Nebula). Når massetabene er overstået, har stjernen mistet alt andet end meget få kilometer – ofte kun få hundrede meter – af sin atmosfære og er blevet en hvid dværg (ikke at forveksle med den ovennævnte, forældede betegnelse for en hovedseriestjerne: "dværgstjerne").

### Den hvide dværgs pensionisttilværelse
En Hvid Dværg er, trods navnet, kun hvid i en senere periode af sit otium. Eftersom den i det væsentlige består af sin oprindelige, typisk hundredetusinder eller millioner grader varme, inaktive kerne af enten C+O (Kulstof og Ilt) eller ONeMg (Ilt, Neon og Magnesium), og kun dækket af et tyndt lag atmosfære, starter den med hovedsagelig at stråle i de bløde Röntgen og de ultraviolette bølgelængder. De resterende mange milliarder år af stjernens liv som stjerne går med langsom afkøling. Vi har observeret nogle få "hvide dværge", som er afkølet i så lang tid, at de er blevet røde, og en enkelt, som er så gammel, at den er afkølet til næsten sort – flere vil utvivlsomt blive fundet, nu da vi véd, hvilke karakteristika vi skal lede efter.
Den hvide dværg består næsten udelukkende af degenereret stof – dvs. at alle elektroner er i laveste energiniveau om de atomkerner, som udgør stjernen. Eftersom hvide dværge ikke længere har energistråling fra fusion til at holde sig udspilet mod gravitationens træk, holdes den alene i form af det degenererede stof.
Hvide dværge er placerede i en tynd stribe nær bunden af Hertzsprung-Russell-diagrammet, fra O0 til M8 (hvor det umiddelbart er vanskeligt at skelne dem fra de mest lyssvage røde hovedseriestjerner), og med absolut visuel lysstyrke fra ca. +10m til ca. +18m.

### Den hvide dværgs bratte død
Det foregående afsnit om de hvide dværges fredsommelige endeligt gælder for stjerner der er alene eller indgår i et dobbeltstjerne- eller flerstjernesystem, hvor der er langt mellem komponenterne.
Hvis en hvid dværg derimod indgår i et dobbeltstjerne- eller flerstjernesystem, og i et kredsløb, som er tilstrækkeligt nær en anden af stjernerne i systemet, kan den få overført så meget stof fra den anden stjerne, at et voldsomt drama udspiller sig.
En Hvid Dværg kan aldrig have større masse end den såkaldte Chandrasekhar-grænse på ca. 1,44 solmasser. Øges dens masse derudover, går det grueligt galt.
Når nabostjernen er nået til den periode af sit livsløb, hvor den er blevet en diffus, rød kæmpe, og hvis afstanden mellem den og den hvide dværg er mindre end 1,22 gange kæmpens diameter, er de to komponenter så tæt på hinanden, at de mister rotations- og baneenergi ved tide"vands"bølger forårsaget af gensidig tiltrækning – gravitation – og systemet ender med synkron rotation og en cirkulær bane, i en tilstand af minimumsenergi for deres vinkelmoment.
I sådanne tilfælde er det almindeligt, at kæmpens Roche lobe udfyldes.
En Roche lobe er et rumfang, som er nogenlunde sfærisk i retning bort fra ledsagestjernen, men som, forårsaget af gensidig tiltrækning, er tilspidset i retning mod naboen – den har dråbeform.
Masse kan overføres fra den røde kæmpe, hvis denne både udfylder sin Roche-lobe og hvis spidsen af Roche-loben strækker sig ud over Lagrange-punkt 1.
Lagrange-punkt 1 er det sted mellem de to stjerner, hvor tiltrækningen fra hver af dem er lige stor. En genstand placeret i Lagrange-punkt 1 vil blive hængende præcis, hvor den bliver placeret, hvis den ikke bliver påvirket af andet end gravitationen.
Hvis en sådan masseoverførsel finder sted, og den hvide dværgs masse derved øges til Chandrasekhargrænsen, er den hvide dværgs degenererede stof ikke længere i stand til at modstå gravitationen, og den kollapser som en supernova af type Ia. I lighed med de mere massive stjerners endeligt, bliver tilbage en supernovarest – en efterhånden gigantisk gassky, som efterhånden blandes med det interstellare gas og støv, som indgår i dannelsen af nye stjerner, men – i modsætning til de massive stjerners endeligt – ingen massiv rest.